# Samuel P. Tregelles

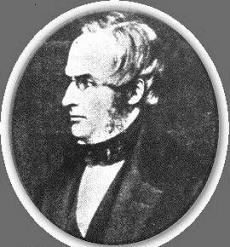
Samuel Prideaux Tregelles

Samuel Prideaux Tregelles (* 30. Januar 1813 in Falmouth; † 24. April 1875 in Plymouth) war ein britischer Bibelgelehrter, Textkritiker und Theologe.

## Leben
Samuel Prideaux Tregelles wurde als Sohn des Kaufmanns Samuel Tregelles (1789–1828) und seiner Frau Dorothy geb. Prideaux (1790–1873) im Anwesen Wodehouse Place in Falmouth (Cornwall) geboren. Seine Eltern waren Quäker, aber er selbst war viele Jahre lang mit der Brüderbewegung (Plymouth Brethren) verbunden. In seinem späteren Leben schloss er sich den Presbyterianern (oder vielleicht den Anglikanern) an.
Von 1825 bis 1828 besuchte Tregelles das altsprachliche Gymnasium von Falmouth. 1829–1835 war er an der Eisenhütte von Neath Abbey, Glamorgan, angestellt. Seine Freizeit nutzte er, um Griechisch, Hebräisch, Aramäisch und Walisisch zu lernen. Sein Interesse an der walisischen Sprache entwickelte sich aus dem Wunsch, das Evangelium zu verbreiten und speziell den Einfluss des Atheismus, Katholizismus und Mormonentums in Wales zu bekämpfen. 1835 wurde Tregelles Privatlehrer in Falmouth, und schließlich widmete er sich der Forschung, bis ihn 1870 eine Lähmung daran hinderte. 
Im April 1839 heiratete Tregelles seine Cousine Sarah Anna Prideaux (1807–1882). Sie hatten keine Kinder. 1850 erhielt Tregelles von der University of St Andrews einen Doktor der Rechtswissenschaft und 1862 eine Pension von £ 200 von der civil list (1870 verdoppelt).

## Werk
Tregelles entdeckte, dass der Textus receptus nicht auf antiken Quellen beruht, daher wollte er das Griechische Neue Testament auf der Grundlage antiker Handschriften und Zitate früher Kirchenväter neu herausgeben. Dabei wusste er viele Jahre lang nichts davon, dass seine textkritische Arbeit mit jener des deutschen Philologen und Textkritikers Karl Lachmann parallel lief. Tregelles wurde erstmals allgemein bekannt durch sein „Buch der Offenbarung auf Griechisch, ediert aus antiken Quellen“ (Book of Revelation in Greek Edited from Ancient Authorities, 1844), das auch die Ankündigung enthielt, ein neues griechisches Neues Testament bereitzustellen.
1845 ging Tregelles in den Vatikan in der Absicht, den Codex Vaticanus zu kollationieren. Obwohl er fünf Monate lang verhandelte, wurde ihm nicht erlaubt, das Manuskript abzuschreiben. Dennoch konnte er einige wichtige Lesarten aus dem Gedächtnis notieren, die er beim Vorzeigen gesehen hatte. Von Rom reiste er weiter nach Florenz, Modena, Venedig, München und schließlich nach Basel, wo er überall Handschriften las und kollationierte. Im November 1846 kehrte er nach England zurück und fuhr fort, Handschriften im Britischen Museum zu kollationieren. Tregelles besuchte auch Paris, Hamburg, Berlin (wo er Lachmann traf) und Leipzig, wo er mit Konstantin von Tischendorf zusammenarbeitete. Über Dresden und Wolfenbüttel kam er schließlich nach Utrecht.
Die meisten seiner zahlreichen Veröffentlichungen standen in Bezug zu seiner großen textkritischen Ausgabe des Neuen Testaments (1857–1872). Sie umfassten die „Darstellung des gedruckten Textes des Griechischen Neuen Testaments“ (Account of the Printed Text of the Greek New Testament, 1854), eine Neufassung des Kapitels über Textkritik in Thomas Hartwell Hornes „Einführung“ (Introduction to the Critical Study and Knowledge of the Holy Scriptures, 1860) und eine Ausgabe des Kanon Muratori (Earliest Catalogue of Books of the New Testament, 1868). Tregelles war Mitglied des Komitees, das die Revision der englischen King-James-Bibel überwachte, die als Revised Version bekannt ist und von der das Neue Testament 1881 veröffentlicht wurde, sechs Jahre nach Tregelles’ Tod.
Tregelles schrieb auch „Hauptstücke hebräischer Grammatik“ (Heads of Hebrew Grammar, 1852) und übersetzte das hebräische Lexikon von Wilhelm Gesenius (1846, 1857) aus dem Lateinischen ins Englische. Außerdem verfasste er ein Büchlein über die Jansenisten (1851).
In verschiedenen Werken legte er seine speziellen eschatologischen Ansichten dar: „Bemerkungen zu den prophetischen Visionen des Buches Daniel“ (Remarks on the Prophetic Visions of Daniel, 1852, neu hrsg. 1864) und „Die Hoffnung auf das zweite Kommen Christi“ (The Hope of Christ’s Second Coming, 1864). Wie sein Cousin Benjamin Wills Newton, der bei Tregelles’ Bekehrung eine Rolle spielte und die Veröffentlichung seiner Bücher finanziell unterstützte, war auch Tregelles ein Vertreter der Lehre von der Entrückung nach der „Großen Drangsal“ (Post-Tribulationist). Er unterstützte später seinerseits Newton in seiner Auseinandersetzung mit John Nelson Darby und den „Exklusiven Brüdern“.
Ungeachtet seiner großen Gelehrsamkeit war Tregelles ein warmherziger evangelischer Christ, der zahlreiche geistliche Lieder schrieb, die heutzutage allerdings weitgehend vergessen sind. Seine ersten Lieder wurden in einem Gesangbuch der Plymouth Brethren (Hymns for the Poor of the Flock, 1838) veröffentlicht.
Ein Bekannter von Tregelles sagte, dass er „fähig war, jegliche Thematik zu erhellen, die aufgegriffen werden konnte“, dass es aber auch gefährlich war, ihm eine Frage zu stellen, weil, „wenn man das tat, dies so war, wie wenn man nach einem Buch greift und einem dabei das ganze Regal voller Bücher auf den Kopf stürzt.“